# Fryszerka (powiat radomszczański)
Fryszerka – wieś w Polsce położona w województwie łódzkim, w powiecie radomszczańskim, w gminie Gomunice.
W latach 1975–1998 miejscowość należała administracyjnie do województwa piotrkowskiego.